# الناجون من الهولوكوست
الناجون من الهولوكوست هم الأشخاص الذين نجوا من الهولوكوست، والذي يُعرّف بأنه اضطهاد اليهود ومحاولة إفنائهم على يد النظام النازي ودول المحور قبل الحرب العالمية الثانية وخلالها في أوروبا وشمال إفريقيا. لا يوجد تعريف مقبول عالميًا للمصطلح وقد طُبق بطرق مختلفة على اليهود الذين نجوا من الحرب في مناطق أوروبا التي احتلتها ألمانيا أو غيرها من مناطق دول المحور، وكذلك على أولئك الذين فروا إلى دول الحلفاء والدول والمحايدة قبل الحرب أو أثناءها. في بعض الحالات، يُعتبر مَن عانوا من اضطهاد جمعيّ من غير اليهود في ظل السلطة النازية ناجين من الهولوكوست أيضًا. تطور التعريف عبر الزمن.
يتضمن الناجون من الهولوكوست أولئك المدنيين المضطهدين الذين كانوا ما يزالون يعيشون في معسكرات الاعتقال حينما جرى تحريرهم في نهاية الحرب، وأولئك الذين إما نجوا باعتبارهم محاربين أو جرت تخبئتهم بمساعدة غير اليهود، أو هربوا إلى مناطق خارجة عن سيطرة النازيين قبل تطبيق الحل الأخير.
عند نهاية الحرب، كانت القضايا المباشرة التي واجهها الناجون من الهولوكوست هي التعافي الجسدي والشعوريّ من المسغَبَة، والإذلال والمعاناة التي تعرضوا لها؛ وكان عليهم البحث عن أقاربهم ولمّ الشمل بهم إذا كان ما يزال أيّهم حيًا؛ وإعادة بناء حيواتهم بالعودة إلى منازلهم السابقة، أو في الغالب، بالهجرة إلى أماكن جديدة وأكثر أمانًا لأن منازلهم ومجتمعاتهم قد تدمّرت أو لأنهم كانوا عرضة لخطر تجدُّد أعمال العنف المعادية للساميّة.
بعد أن لُبيت الحاجات الأولية والفورية للناجين من الهولوكوست، تصدّرت قضايًا إضافية الواجهة. ضمّت الرفاه الاجتماعي والرعاية النفسية، والتعويض عن الاضطهاد والعمل القسري وخسارة الملكية التي عانوا منها، واسترداد الكتب المنهوبة، والأعمال الفنية وغيرها من الممتلكات المسروقة إلى ملاكها الشرعيين، وجمع شهادات الشهود والناجين، وتخليد ذكرى أفراد العائلة المقتولين والمجتمعات المدمرة، ورعاية الناجين العاجزين والعجائز.

## تعريفه
يُطبق مصطلح «الناجين من الهولوكوست» صراحة على اليهود الذين تدبروا البقاء على قيد الحياة خلال عمليات الإبادة الجماعية التي قام النازيون. مع ذلك، يمكن تطبيق المصطلح أيضًا على أولئك الذين لم يخضعوا للسيطرة المباشرة للنظام النازي في ألمانيا أو أوروبا المحتلة، لكنهم تأثروا بها تأثرًا جوهريًا، كاليهود الذين فروا من ألمانيا أو من مواطنهم بغية الهرب من النازيين، ولم يعيشوا في بلدان سيطر عليها النازيون بعدما وصل أدولف هتلر إلى السلطة قط لكنهم عاشوا فيها قبل أن يضعع النازيون «الحل الأخير» موضع التنفيذ، أو غيرهم من الذين لم يضهدهم النازيون أنفسهم، بل تعرضوا للاضطهاد على أيدي حلفائهم أو المتواطئين معهم في الدول التابعة للنازية أو الدول المحتلة من قبلها.
تُعرّف مؤسسة ياد فاشيم، وهي المذكّرة الرسمية لضحايا الهولوكوست في إسرائيل، الناجين من الهولوكوست على أنهم اليهود الذين عاشوا في ظل السيطرة النازية، سواء أكانت مباشرة أم غير مباشرة، لأي مدة كانت من الزمن، وتمكنوا من النجاة. يشمل هذا التعريف اليهود الذين قضوا كامل مدة الحرب يعيشون تحت الأنظمة المتواطئة مع النازيين، بما فيها فرنسا، وبلغاريا، ورومانيا، لكن لم يجري ترحيلهم، إضافة إلى اليهود الذين فروا أو أُجبروا على ترك ألمانيا في ثلاثينيات القرن الماضي. بالإضافة لذلك، يُعتبر بقية اللاجئين اليهود ناجين من الهولوكوست، بما فيهم أولئك الذين فروا من أوطانهم الأم في أوروبا الشرقية من أجل تجنُّب الجيش الألماني الغازي وقضوا سنيهم يعيشون في الاتحاد السوفييتي.
يقدم متحف ذكرى الهولوكوست في الولايات المتحدة تعريفًا أعرض للناجين من الهولوكوست: «يُكرم المتحف أي شخص باعتباره ناجيًا، يهوديًا كان أم غير يهودي، ممن تعرض للنزوح أو الاضطهاد أو التمييز ضده نتيجة للسياسات العرقية والدينية والإثنية والاجتماعية للنازيين والمتواطئين معهم بين عامي 1933 و1945. بالإضافة إلى المساجين السابقين في معسكرات الاعتقال والغيتوات والسجون، ويشمل هذا التعريف الناس الذين عاشوا بصفتهم لاجئين أو عاشوا مختبئين وغيرهم.
في السنوات الأخيرة من القرن العشرين، ومع تطور الوعي الشعبي حول الهولوكوست، بدأت مجموعات ممن أُهملوا أو هُمشوا سابقًا بمشاركة شهاداتهم مع مشاريع تذكارية والسعي وراء تعويض عن تجاربهم. تألفت واحدة من هذه المجموعات من الناجين من الاضطهاد الألماني من شعب السينيتي (غجر) الذين أضربوا عن الطعام في داشاو، ألمانيا في عام 1980 ليجذبوا الانتباه إلى حالهم ويطالبوا بتصحيح وضع اعتباريّ عن معاناتهم خلال الهولوكوست، وأن تعترف ألمانيا الغربية رسميًا بإبادة شعب الرّوما في عام 1982. تتألف مجموعة أخرى جرى تعريف أعضائها على أنهم ناجون من الهولوكوست من «الناجين من الهروب»، وهم اللاجئون الذين فروا ناحية الشرق باتجاه مناطق الاتحاد السوفييتي منذ بداية الحرب، أو الأشخاص الذين رُحلوا إلى مختلِف بقاع الاتحاد السوفييتي على يد المفوضية الشعبية للشؤون الداخلية.
أفضى الوعي المتنامي بالفئات الإضافية للناجين إلى تعريض تعريف الناجين من الهولوكوست من قبل مؤسسات مثل مؤتمر المطالبات وياد فاشيم ومتحف ذكرى الهولوكوست في الولايات المتحدة حتى يمكنه تضُمن الناجين من الهروب وغيرهم من الذين استُثنوا من التعويضات والاعتراف سابقًا، مثل أولئك الذين عاشوا في مخبأ خلال الحرب، بما فيهم الأطفال الذين خُبئوا لحمايتهم من النازيين.

## أعداد الناجين
في بداية الحرب العالمية الثانية في سبتمبر من عام 1939، كان ثمة تسعة ملايين ونصف المليون من اليهود يعيشون في البلدان الأوروبية التي كانت إما تحت سيطرة ألمانيا النازية بالفعل أو غزتها أو احتلتها خلال الحرب. أُبيد ثُلثا هؤلاء اليهود الأوروبيين تقريبًا، نحو ستة ملايين شخص، لذا عند نهاية الحرب في أوروبا في مايو 1945، نجا قرابة 3.5 مليون منهم.
تألف أولئك الذين تمكنوا من البقاء أحياءً حتى نهاية الحرب في ظل ظروف متفاوتة من التالين:

### سجناء معسكرات الاعتقال
تعرض بين 250,000 و300,000 يهودي لمعسكرات الاعتقال ومسيرات الموت، رغم أن عشرات الآلاف من هؤلاء الناجين كانوا أكثر ضعفًا أو مرضًا من أن يعيشوا أكثر من عدة أيام أو أسابيع أو أشهر، بالرغم من الرعاية التي تلقوها بعد تحريرهم.

### ناجون آخرين
تمكن بقية اليهود على امتداد أوروبا من النجاة لعدم تمكُّن الألمان والمتواطئين معهم من إتمام الترحيل بالقوة والقتل الجماعي قبل وصول قوى الحلفاء، أو بسبب الإطاحة بالأنظمة المتواطئة. وهكذا، في أوروبا الغربية مثلًا، نجا نحو ثلاثة أرباع تعداد اليهود قبل الحرب من الهولوكوست في إيطاليا وفرنسا، ونجا النصف تقريبًا في بلجيكا، في حين نجا ربع فقط من تعداد اليهود قبل الحرب في هولندا. في أوروبا الشرقية والجنوبية الشرقية، نجا معظم يهود بلغاريا من الحرب، وكذلك 60% من يهود رومانيا وقرابة 30% من يهود المجر. في بولندا ودول البلطيق واليونان وسلوفاكيا ويوغوسلافيا، قُتل ما يقارب 90% من اليهود على أيدي النازيين والمتواطئين المحليين معهم.
في كل أرجاء أوروبا، نجا بضعة آلاف من اليهود في المخابئ، أو باستخدام أوراق مزورة تُظهر أنهم ليسوا يهودًا، أو خُبئوا أو جرت مساعدتهم من قبل غير اليهود الذين خاطروا بأرواحهم لإنقاذ اليهود فرادى أو في مجموعات صغيرة. نجا عدة آلاف من اليهود أيضًا عبر الاختباء في الأحراش الكثيفة في أوروبا الشرقية، وباعتبارهم محاربين يهودًا قاوموا النازيين مقاومة فاعلة بالإضافة إلى حمايتهم غيرَهم من الهاربين، وأحيانًا، كانوا يعملون بالتنسيق مع مجموعات من المحاربين غير اليهود للقتال ضد الغزاة الألمان.